# Arborianna cupiubae
 (août 2019).
Genre
Espèce
Arborianna cupiubae, unique représentant du genre Arborianna, est une espèce de collemboles de la famille des Katiannidae.

## Distribution
Cette espèce est endémique d'Amazonas au Brésil.

## Publication originale
- Bretfeld, 2002 : Known and new genera and species of Symphypleona (Insecta, Collembola) obtained by canopy fogging in central Amazonia, Brazil. Amazoniana, vol. 17, no 1/2, p. 109-137.